# Эль-Хуфуф

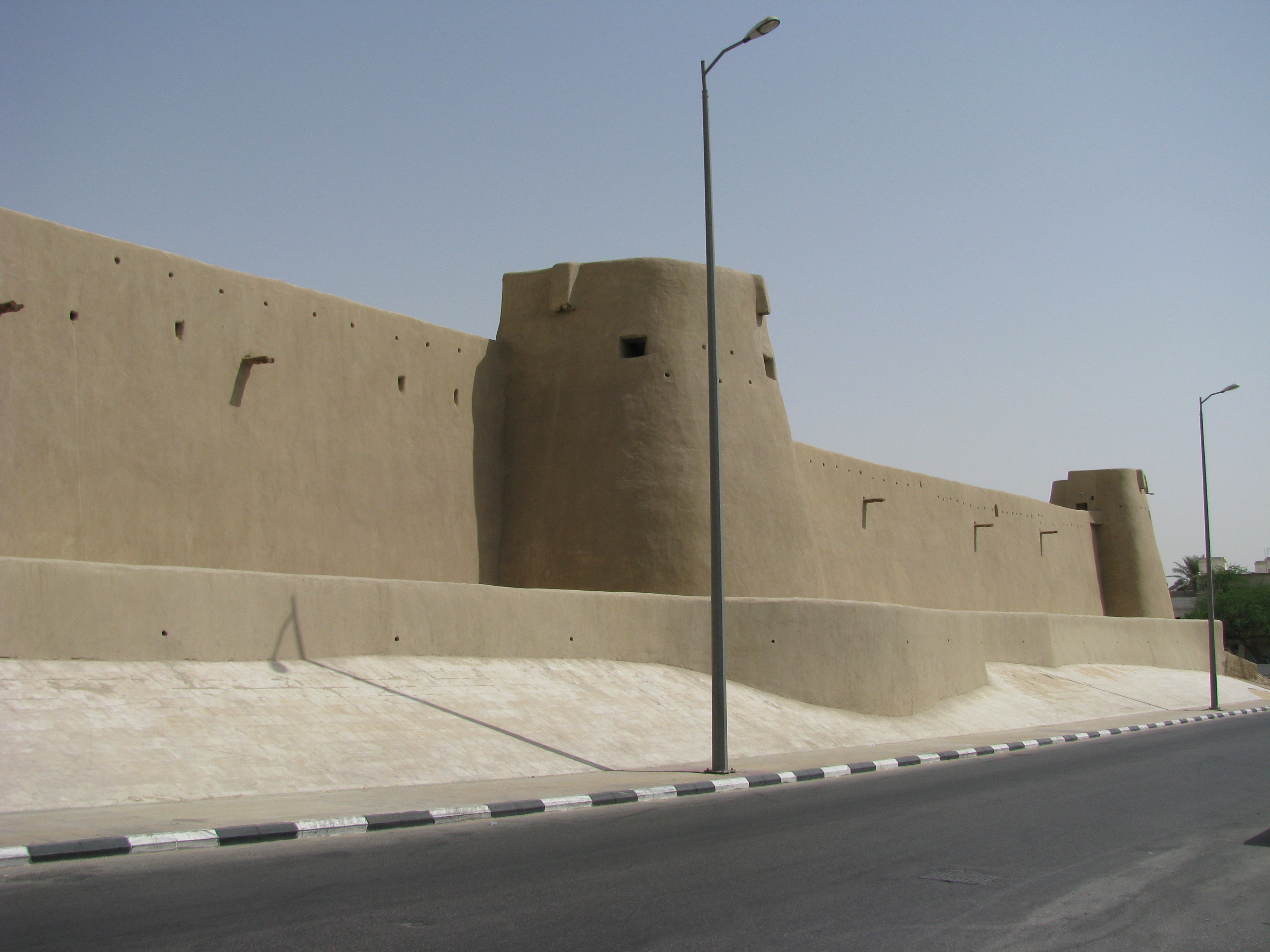
Стены старинного форта.

Эль-Хуфу́ф (араб. الهفوف‎, также известен как الأحساء‎, Аль-Ахса, Ляхса, Лахса) — город в Саудовской Аравии. Расположен в Восточном административном районе (Эш-Шаркия). Население — 321 471 человек (по оценке 2010 года).

## Общие сведения
Город расположен в оазисе Эль-Хаса, к юго-западу от нефтяного месторождения Абкаик и агломерации Дахран—Даммам—Эль-Хубар по дороге к городу Харад, на высоте 164 м над уровнем моря. Эль-Хуфуф находится совсем недалеко от знаменитого нефтяного месторождения-гиганта Гавар.
Эль-Хуфуф является одним из главных культурных центров Саудовской Аравии. Здесь проживают представители множества известных всей стране фамилий. В городе расположены сельскохозяйственный, ветеринарный факультеты и факультет по изучению живых ресурсов Университета имени короля Фейсала (остальные факультеты находятся в Даммаме). Также в городе есть специальные факультеты для женщин по изучению медицины, стоматологии и домоводства.
Эль-Хуфуф по легенде считается местом смерти Лейли и Маджнуна, персонажей самой известной в арабском и мусульманском мире истории о трагической любви. Также здесь якобы бывала царица Савская.
Город стал центром Восточной провинции в 1953 году. В Эль-Хуфуфе по-прежнему можно найти следы османского владычества (с 1871 по 1913 год город входил в состав Османской империи). В городе есть музей, рассказывающий об истории города.

## Население
В начале XX века население Эль-Хуфуфа составляло примерно 25 000 человек, из которых три четверти (75 %) составляли сунниты, а остальные были шиитами-двунадесятниками. Город остаётся смешанным по своему религиозному составу и по сей день, оставаясь на протяжении своей истории важным центром для суннитов — последователей Маликитского мазхаба на Аравийском полуострове. В деревнях, расположенных в оазисе возле Эль-Хуфуфа, по-прежнему проживает множество шиитов.

## Экономика и транспорт
В городе хорошо развито кустарные промыслы — производство шерстяной одежды и тканей, золотых и серебряных украшений. Также в городе производятся сувенирные мечи и кинжалы, изделия из меди. В оазисе вокруг города выращиваются финики, рис, виноград, ячмень и пшеница; разводятся арабские скакуны. В Эль-Хуфуфе расположен известный в Саудовской Аравии верблюжий рынок.
Хотя в Эль-Хуфуфе есть два аэропорта, он обслуживается аэропортом «Король Фахд», расположенным в 130 км от города. Что касается двух местных аэропортов, то один из них в настоящее время закрыт, а из другого осуществляются внутренние рейсы в Джидду компанией Saudi Arabian Airlines.
Город расположен на главной в стране железной дороге, соединяющей портовые города Рас-Танура и Даммам со столицей Эр-Риядом.